# Subachoque
Subachoque est une municipalité située dans le département de Cundinamarca, en Colombie.